# دنیاگیری کووید-۱۹ در ونزوئلا
دنیاگیری کووید-۱۹ در ونزوئلا بخشی از دنیاگیری بیماری کروناویروس ۲۰۱۹ در جهان است. اولین مورد تأیید شده در ونزوئلا در ۱۳ مارس ۲۰۲۰ در ایالت میراندا اعلام شد.